# E. Elias Merhige
E. Elias Merhige est un réalisateur américain, né en 1964 à Brooklyn.

## Filmographie
- 1983 : Implosion
- 1984 : Spring Reign
- 1985 : A Taste of Youth
- 1986 : Live At The World's End  (reportage photo et vidéo du concert de Neuraztenik Class Struggle)
- 1991 : Begotten
- 1996 : Antichrist Superstar (clip vidéo pour un album de Marilyn Manson)
- 2000 : L'Ombre du vampire (Shadow of the Vampire)
- 2004 : Suspect Zero
- 2006 : Din of Celestial Birds